# Лагард-д’Апт
Лага́рд-д’Апт (фр. Lagarde-d'Apt) — коммуна во французском департаменте Воклюз региона Прованс — Альпы — Лазурный Берег. Относится к кантону Апт.

## Географическое положение

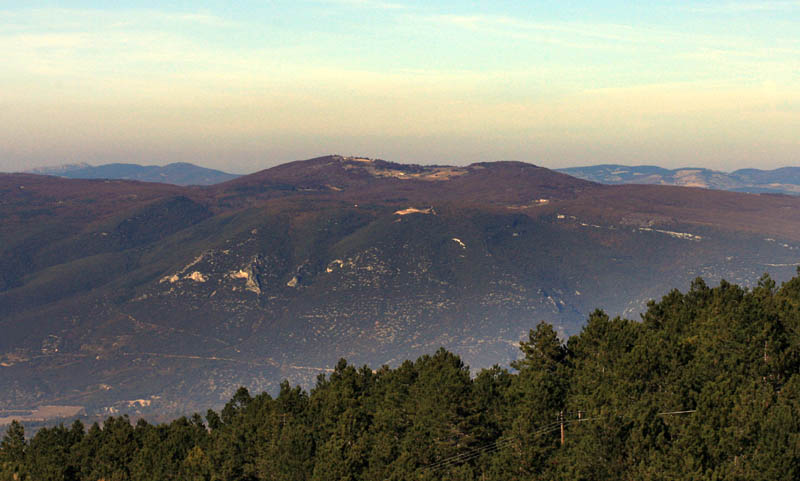
Панорама гор Воклюза и вершины Сен-Пьер.

Лагард-д’Апт расположен в 55 км к востоку от Авиньона. Соседние коммуны: Сен-Кристоль-д’Альбион на севере, Симиан-ла-Ротонд на востоке, Жиньяк и Рюстрель на юге, Виллар и Сен-Сатюрнен-лез-Апт на юго-западе.
На юго-востоке от коммуны находится высочайшая вершина Люберона Синьяль-де-Сен-Пьер (1256 м над уровнем моря).

## Демография
Население коммуны на 2010 год составляло 37 человек.
| 1962 | 1968 | 1975 | 1982 | 1990 | 1999 | 2010 |
| ---- | ---- | ---- | ---- | ---- | ---- | ---- |
| 27   | 37   | 40   | 40   | 33   | 26   | 37   |

## Достопримечательности
- Часовня Нотр-Дам-де-Ламарон, построена в романском стиле, начало строительства — XI век, завершена в 1667 году.
- Астрономическая обсерватория, построена на бывшей пусковой точке стратегических ядерных ракет. Обсерватория предлагает вечера наблюдения звёзд для всех желающих.
- Церковь, к которой пристроено здание мэрии.
- Предприятие по получению лавандового масла и биологических культур.
- Бистро с краеведческим музеем.

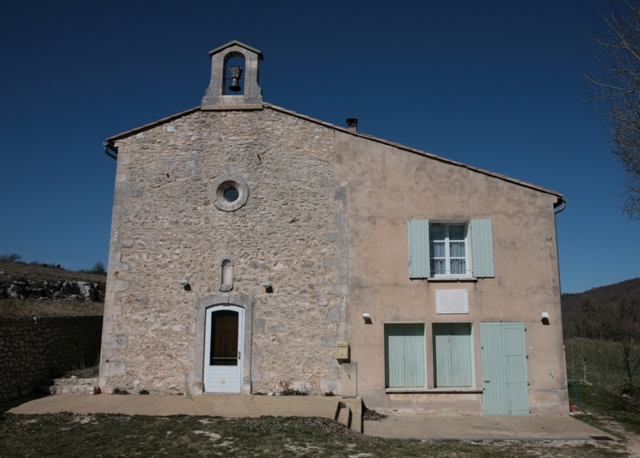
Лагард-д'Апт. Мэрия и церковь.
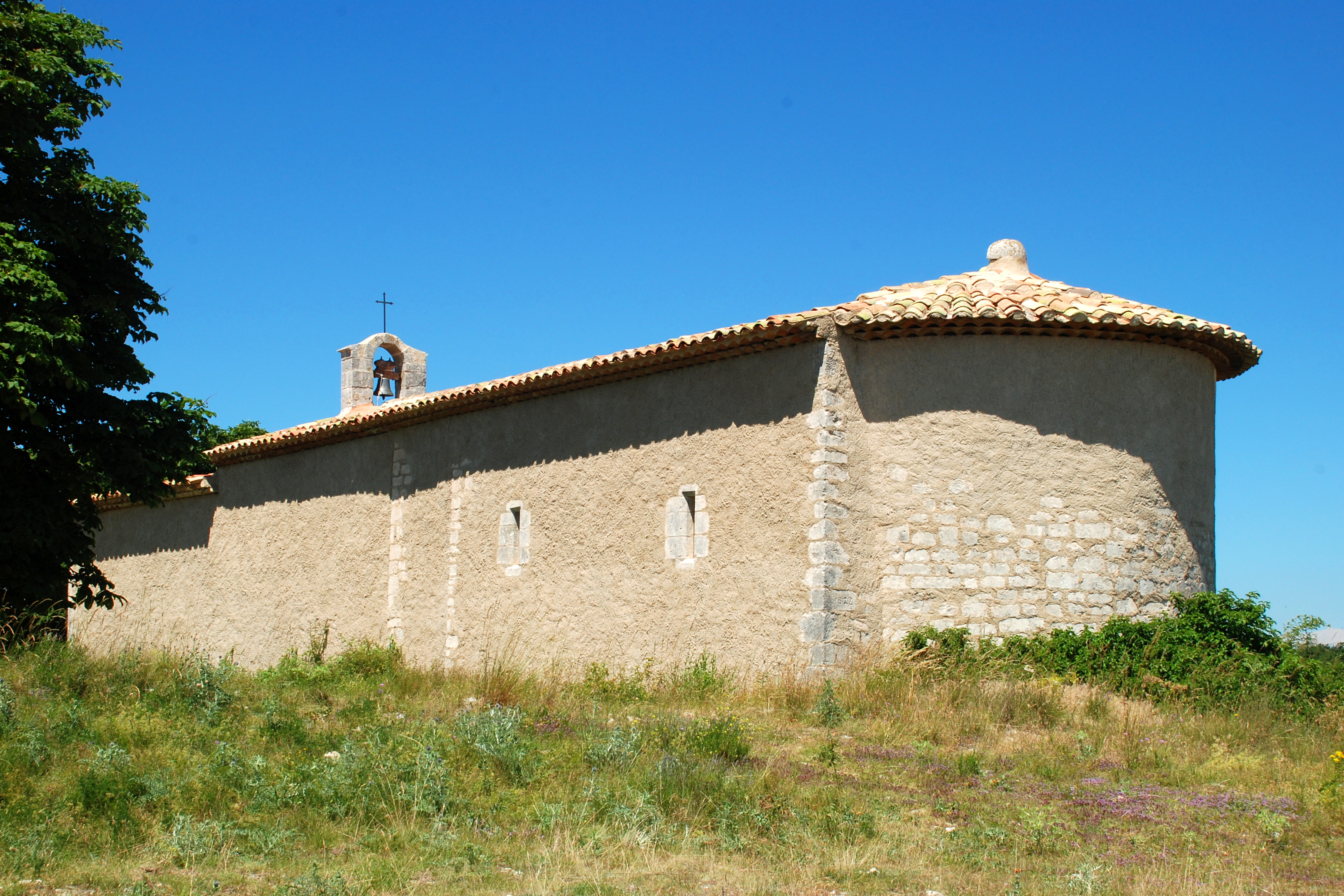
Часовня Нотр-Дам-де-Ламарон.